# 康納爾·傑戈爾
康納爾·傑戈爾（英語：Connor Jaeger；1991年4月30日—）是一位美國游泳運動員。他擅長長距離自由泳。他曾就讀於密歇根大學。在2013年世界游泳錦標賽上，他獲得了銅牌。